# زيت الطفل

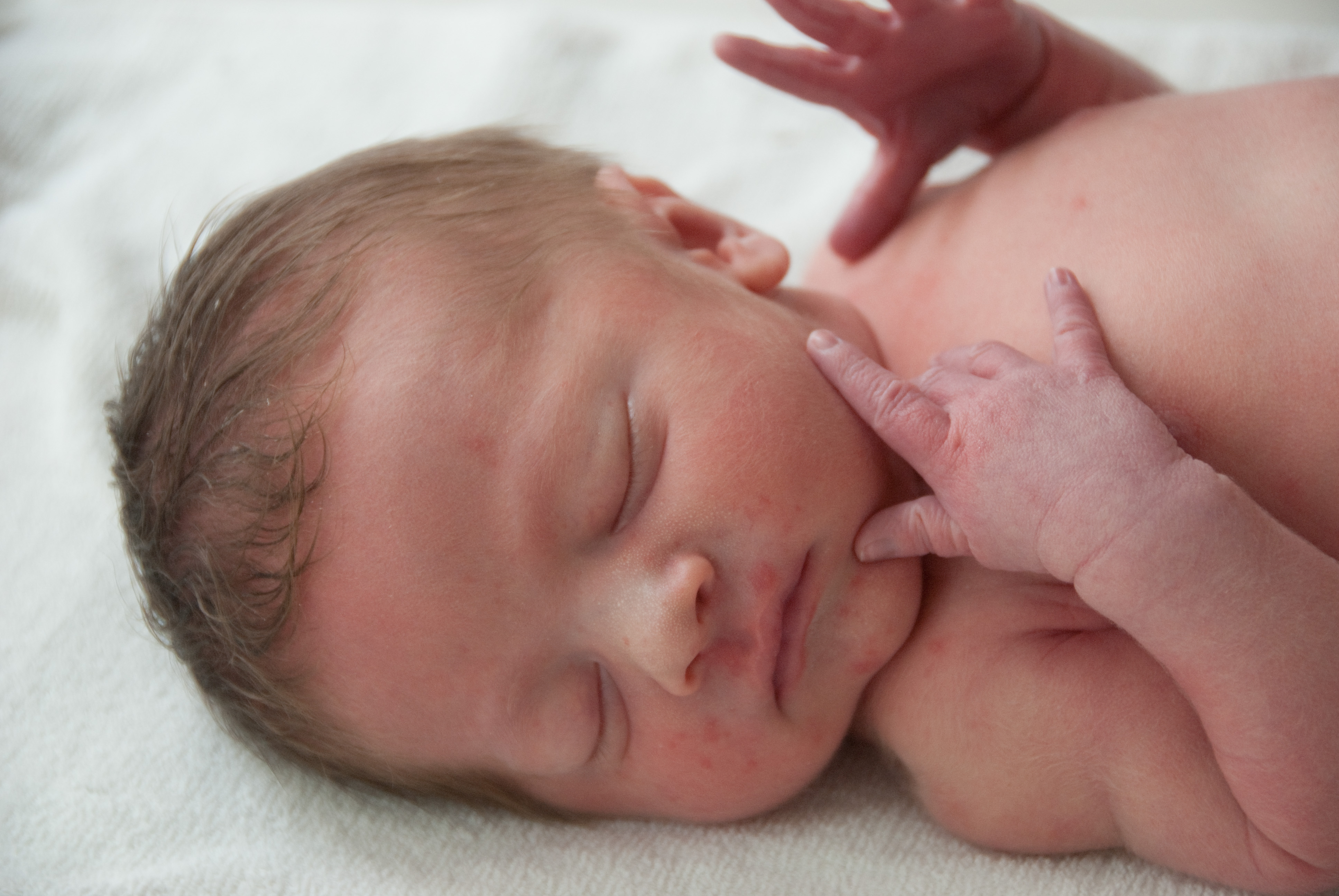
غالبًا ما يستخدم زيت الأطفال في العناية بالبشرة لحديثي الولادة.

يكون جلد الرضيع، وخاصةً المولد قبل أوانه، حساس ورقيق وهش. وتعمل درجة الحموضة المتعادلة على السطح على الحد و التقليل من نمو البكتيريا المفرط. وتكون البشرة والأدمة أرق من تلك الخاصة بالبالغين ولم يتم بعد تطوير حاجز لحماية البشرة بالكامل. فيمكن أن تكون العواقب، على سبيل المثال، تكوَنالجلد الجاف والاتهابات وتقشير وتشكيل الفقاعات واختلال التوازن الحراري. تُمارس الزيوت المختلفة على جلد المواليد بشكل روتيني في العديد من البلدان. بشكل عام، تستخدم هذه الزيوت في التنظيف، وللحفاظ على رطوبة البشرة وحماية سطحها. بالإضافة إلى ذلك، يستخدم زيت الأطفال لتدليك الأطفال حديثي الولادة وكإضافة في المستحضرات والكريمات. 

## المكونات

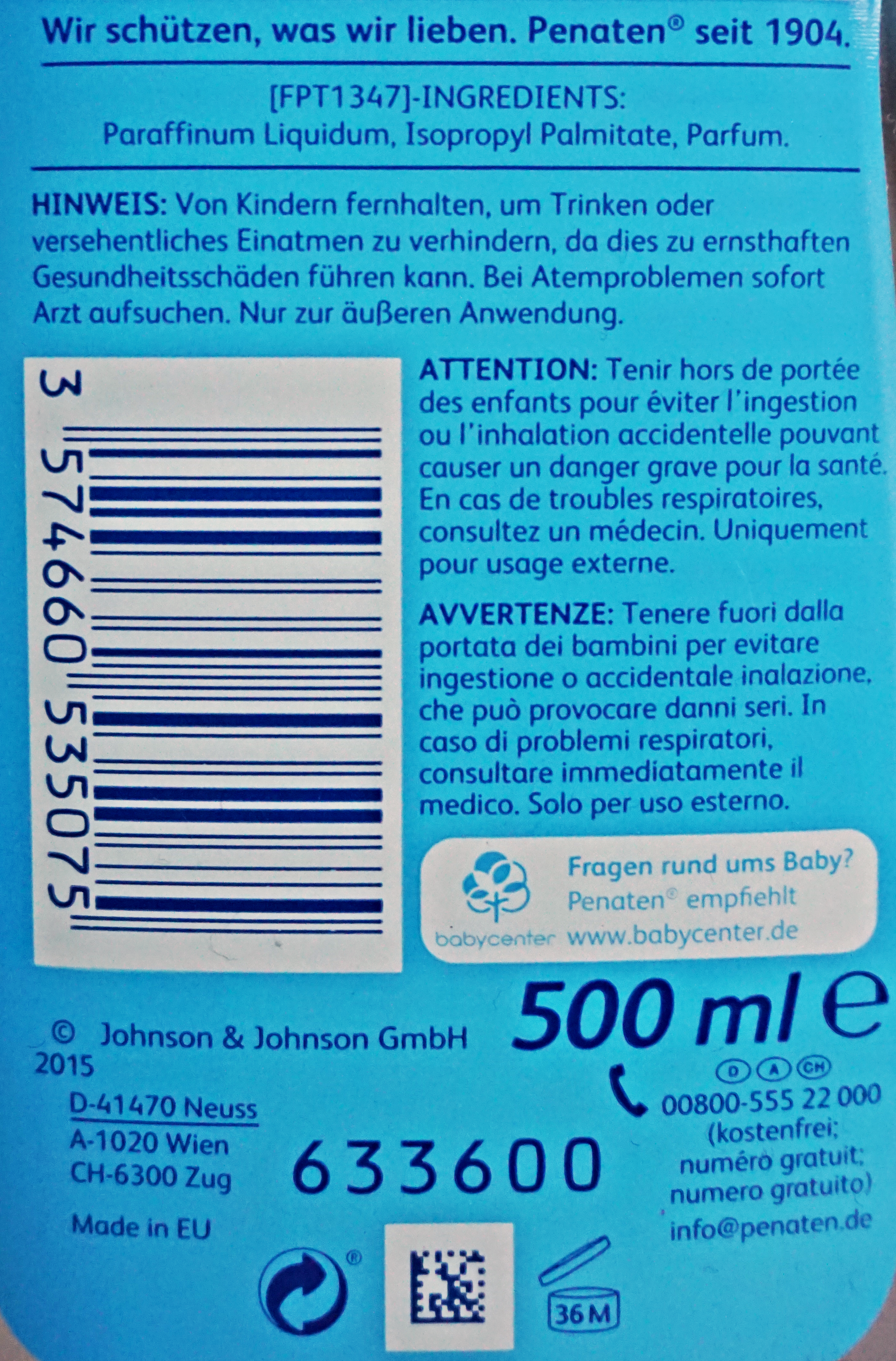
Ingredients of a baby oil product based on mineral oil with paraffinum liquidum, isopropyl palmitate and parfum.

يمكن تصنيف زيوت الأطفال بواسطة التركيبة الأساسية للمنتج. إنها تستند إلى وجود:
- زيت معدني أو
- زيت نباتي